# Kroonvale
Kroonvale  ist eine Stadt in der Gemeinde Dr Beyers Naudé, Distrikt Sarah Baartman, Provinz Ostkap in Südafrika. Der Ort liegt 956 Meter über dem Meeresspiegel und ist wie uMasizakhe aus einem Township von Graaff-Reinet entstanden. 2011 hatte die Stadt 14.654 Einwohner.
Nach Protesten der Einwohner gegen die von weißen Tourguides durchgeführten Township-Besichtigungen wurde hier das erste, nur durch Schwarze betriebene Tourunternehmen in der Gemeinde gegründet.